# Fool Me
Fool Me är en countrysång skriven av Joe South. Låten släpptes som singel av South 1971. Souths version hamnade på plats 78 på Billboard Hot 100.
Fool Me spelades även in av den amerikanska countryartisten Lynn Anderson som släppte sin version av låten som singel 1972. Hennes version nådde fjärdeplats på Billboards Countrylista och förstaplatsen på RPM Country Tracks i Kanada.   